# Jan Eliasson
Jan Kenneth Eliasson (sinh ngày 17 tháng 9 năm 1940) là một nhà ngoại giao Thụy Điển từng là Phó Tổng thư ký của Liên hợp quốc từ tháng 7 năm 2012 đến tháng 12 năm 2016. Là một thành viên của Đảng Dân chủ Xã hội Thụy Điển, Eliasson từng là Bộ trưởng Ngoại giao từ ngày 24 tháng 4 đến ngày 6 tháng 10 năm 2006.

## Tiểu sử
Jan Eliasson sinh ra trong một gia đình có tầng lớp lao động ở Gothenburg ở Thu Sweden Điển.Ông là sinh viên trao đổi AFS ở Indiana, Hoa Kỳ, từ năm 1957 đến năm 1958 và được ủy nhiệm một sĩ quan hải quân trong khu bảo tồn sau khi đào tạo tại Học viện Hải quân Thu Royal Điển Thu in Điển năm 1962 Năm 1965, ông tốt nghiệp thạc sĩ về kinh tế tại Trường Kinh doanh, Kinh tế và Luật tại Đại học Gothenburg, nơi ông còn là chủ tịch của ủy ban AIESEC địa phương. Ông cũng có bằng danh dự từ Đại học Hoa Kỳ (1994), Đại học Gothenburg (2001) và Đại học Uppsala (2005).
Eliasson đã sáng tác và đồng tác giả nhiều sách và bài báo và là một giảng viên thường xuyên về chính sách đối ngoại và ngoại giao. Từ năm 1988, ông là giảng viên thỉnh giảng về hòa giải, giải quyết mâu thuẫn và cải cách của Liên hợp quốc tại Đại học Uppsala.
Eliasson bắt đầu sự nghiệp ngoại giao của mình vào năm 1965, khi ông làm việc tại Bộ Ngoại giao Thụy Điển. Từ năm 1982 đến năm 1983, ông từng là Cố vấn ngoại giao của Thủ tướng Thu Swedish Điển Olof Palme, và từ năm 1983 đến năm 1987 làm Tổng giám đốc các vấn đề chính trị Bộ Ngoại giao.
Từ năm 1980 đến năm 1986, Eliasson là một phần của sứ mạng U.N., trung gian trong cuộc chiến Iran-Iraq War. Từ năm 1988 đến năm 1992, ông là Thường trực Đại diện Thường trú của Thụy Điển tại New York, nơi ông cũng từng làm Thư ký của Liên hợp quốc, Đại sứ]] về Iran / Iraq.
Năm 1991, Eliasson là Chủ tịch của U.N. Đại hội đồng về cứu trợ khẩn cấp và Phó Chủ tịch U.N. Hội đồng Kinh tế và Xã hội (ECOSOC) từ năm 1991 đến năm 1992. Năm 1992, ông được bổ nhiệm làm Tổng thư ký đầu tiên về các vấn đề nhân đạo và điều phối cứu trợ khẩn cấp U.N. Phó Tổng Thư ký về Các Vấn đề Nhân đạo]]. Ông đã tham gia vào các hoạt động ở Somalia, [Sudan], [Mozambique] và [Balkans]. Ông cũng đã sáng kiến về các vấn đề như mìn đất, phòng ngừa và hành động nhân đạo.
Năm 1993-1994, Eliasson đã từng là hòa giải viên trong cuộc xung đột ở Nagorno-Karabakh cho Tổ chức An ninh và Hợp tác Châu Âu (OSCE).
Từ năm 1994 đến năm 1999, Eliasson giữ chức Quốc vụ khanh Ngoại giao. Từ năm 2000 đến năm 2005, ông từng là Đại sứ Thụy Điển tại Washington, D.C., Hoa Kỳ. Ngày 13 tháng 6 năm 2005, ông được nhất trí bầu Tổng thống của Đại hội đồng Liên Hợp Quốc, cho kỳ họp thứ sáu mươi của mình. Ông làm Tổng thống từ ngày 13 tháng 9 năm 2005 đến ngày 11 tháng 9 năm 2006.
Từ ngày 24 tháng 4 năm 2006 đến ngày 6 tháng 10 năm 2006, ông còn là Bộ trưởng Bộ Ngoại giao Thu Sweden Điển Bộ trưởng Ngoại giao Thu Swedish Điển trong Bộ Nội chiến Thụy Điển Xã hội Dân chủ Xã hội của Göran Persson. Sau cuộc bầu cử tổng thống Thụy Điển 2006, khi đảng của ông mất đi cuộc bầu cử, ông tuyên bố sẽ dạy tại Đại học Uppsala.
Tháng 12 năm 2006, sau đó Tổng thư ký LHQ [Kofi Annan] thông báo Eliasson là Đại sứ đặc biệt tới Darfur, [Sudan]. Ông rời nhiệm vụ này vào tháng 6 năm 2008.
Vào tháng 3 năm 2009, Eliasson đã đưa ra một bài giảng mang tên "Mâu thuẫn về vũ trang: Chi phí cho Dân thường" tại Viện Joan B. Kroc của Học viện Hòa bình và Công lý Distinguished Lecture Series.
Eliasson là thành viên của Quỹ [Sergio Vieira de Mello] và hiện ông đang giữ chức vụ cố vấn của Alliance for Peacebuilding. Eliasson là Chủ tịch WaterAid Thu Sweden Điển. Từ năm 2010 ông phục vụ trong Nhóm Ủng hộ của Tổng thư ký LHQ để đạt được các Mục tiêu Phát triển Thiên niên kỷ. Eliasson là cựu thành viên HĐQT của DARA.
Vào ngày 2 tháng 3 năm 2012, ông Jan Eliasson được Tổng Thư ký Ban Ki-moon bổ nhiệm làm Phó Tổng thư ký Liên hợp quốc. Ông nhậm chức Phó Tổng thư ký vào ngày 1 tháng 7 năm 2012.
Ông luôn luôn mang trong túi một bản in của điều lệ của LHQ.

## Cuộc sống cá nhân
Eliasson kết hôn với Kerstin Eliasson, cựu Bộ trưởng Ngoại giao Thụy Điển về Giáo dục và Khoa học. Họ có ba người con: Anna, Emilie và Johan. Ông là một người ủng hộ GAIS, đội bóng thứ hai của Gothenburg, theo IFK Göteborg.